# هوانگ سون وو
هوانگ سون وو (کره‌ای: 황선우؛ زادهٔ ۲۱ مهٔ ۲۰۰۳) ورزشکار ورزش شنا اهل کره جنوبی است.
وی در مسابقات کشوری و بین‌المللی در مجموع برندهٔ ۵ مدال طلا، ۴ مدال نقره، ۳ مدال برنز شده است.